# Justín Javorek
Justín Javorek (Bratislava, 23 agosto 1932 – 15 settembre 2021) è stato un allenatore di calcio e calciatore cecoslovacco, di ruolo portiere.

## Palmarès

### Giocatore

#### Competizioni internazionali
- Coppa Mitropa: 1

Inter Bratislava: 1968-1969
- Coppa Piano Karl Rappan: 2

Inter Bratislava: 1962-1963, 1963-1964